# Aplastodiscus cochranae
Espèce
Synonymes
- Hyla cochranae Mertens, 1952

Statut de conservation UICN

 LC  : Préoccupation mineure
Aplastodiscus cochranae est une espèce d'amphibiens de la famille des Hylidae.

## Répartition
Cette espèce est endémique de l'État de Santa Catarina au Brésil. Elle se rencontre entre 500 et 800 m d'altitude dans les montagnes côtières,.

## Étymologie
Cette espèce est nommée en l'honneur de Doris Mable Cochran.

## Publication originale
- Mertens, 1952 : Eine neue Hyla aus Santa Catharina, Brasilien. Senckenbergiana Biologica, vol. 33, no 113, p. 165-167.